# 上馆镇
上馆镇，是中华人民共和国山西省忻州市代县下辖的一个乡镇级行政单位。
上馆镇是代县县政府驻地。

## 行政区划
上馆镇下辖以下地区：
东关村、西关村、北关村、西北街村、西南街村、东北街村、东南街村、下瓦窑头村、上瓦窑头村、五里村、五里新村、下田村、桂家窑村、大烟旺村、小烟旺村、橙草沟村、闹市村、两界沟村、八里庄村、韩曲村、苏村、上平城村、下平城村、窑子头村、芳昌村、水峪村、井沟村、花彪嘴村和富家窑村。